# Mar Ekkart
Maria Verbruggen (circa 1941), beter bekend als Mar Ekkart, is een Belgisch danser, dansleraar en jurylid. Ze wordt aanzien als een autoriteit binnen de latin- en ballroom-dansen. Ze is medeoprichter en zaakvoerder van Dansschool Ekkart in Lint.

## Biografie
Ekkart groeide op in Mortsel en studeerde aan een handelsschool. Op haar veertiende wilde ze beginnen uitgaan met haar vriendinnen. Haar vader wilde dat dit in een veilige en keurige omgeving gebeurde. Hij schreef hierom het hele gezin in in een dansschool. Niet veel later vond ze hier de liefde bij John Ekkart. Het koppel bleek talent te hebben, waardoor haar vader haar overtuigde om zelf een dansschool te openen. Ze werkte dan nog als bediende bij Agfa-Gevaert. Hij vond hiervoor een geschikt pand in Mortsel. In 1960 opende Dansschool Ekkart zijn deuren. Ekkart was toen 19 jaar oud.
Ekkart, die de achternaam van haar man aannam, volgde in de jaren 1960 met hem een opleiding tot dansleraar. In diezelfde periode kreeg ze drie kinderen. In 1964 traden ze toe tot het professionele danscircuit, waarvoor ze Europa rondreisden. Twee jaar later veroverden ze hun eerste van acht nationale titels in latin- en ballroomdansen. Ze sleepten bovendien in de Europese competities verschillende prijzen in de wacht. Ekkart vergaarde bekendheid als "la grande dame" van Ten dance in Vlaanderen, en behaalde het hoogste diploma in latin en ballroom. Na een tijd was haar man echter het reizen beu, en stopte hun Europese avontuur.

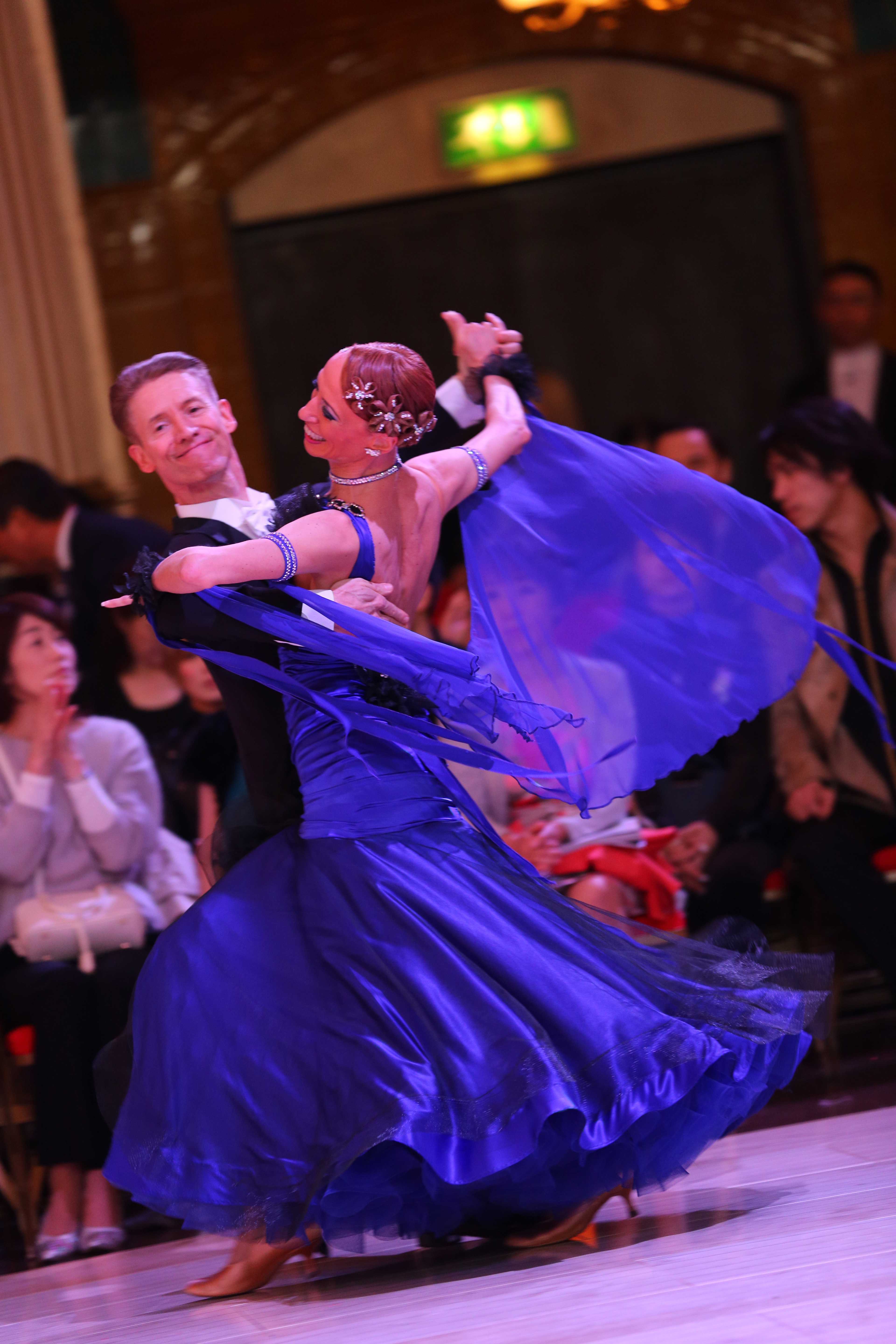
De zoon (Peter) en schoondochter (Ellen) van Mar Ekkart op het Blackpool Dance Festival in 2015.

Enkele jaren na de opening van hun dansschool namen ze in dezelfde straat een andere zaal in gebruik, om vervolgens in 1977 hun eigen school te bouwen elders in Mortsel. Deze groeide uit tot de grootste dansschool van België, en behoorde in zijn hoogdagen tot de grootsten van Europa. John Ekkart overleed in 1981 aan een hersentumor, waarna ze de dansschool samen met haar zoon Peter verderzet. Ze zou later nog bij verschillende danscongressen de danspartner van de Brit Len Goodman worden, die jurylid is bij de BBC-reeks Strictly Come Dancing. Sinds eind 2016 bevindt de dansschool zich in Lint. Hier worden grootschalige danswedstrijden georganiseerd, zoals het Benelux Kampioenschap in 2022.
In 2017 vertrok haar zoon met zijn vrouw Ellen naar Houston in de Verenigde Staten om daar een jaar later een Fred Astaire Dance Studio over te nemen. Ellen was overigens danser in de eerste seizoenen van Sterren op de Dansvloer, de voorloper van Dancing with the Stars waarin Ekkart jurylid was. In 2024 openden ze een tweede Amerikaanse vestiging onder die naam. Zowel Ekkart als haar familie worden aanzien als autoriteiten in de Belgische en internationale danswereld. Naast haar dansschool gaf ze ook acht jaar dansles aan de acteursopleiding van Studio Herman Teirlinck. Ekkart zetelt regelmatig in de jury van internationale danswedstrijden, waaronder Europese en wereldkampioenschappen. Ook jureerde ze eenmaal de meest prestigieuze danswedstrijd in het Britse Blackpool. In 2025 zetelde ze in de jury van Dancing with the Stars op VTM.

### Erkenning
Ekkart ontving in 2019 op het Blackpool Dance Festival, het grootste latin- en ballroomdansevenement ter wereld, de Presidents Award van de World Dance Council uit de handen van Donnie Burns. Ze ontving in 2021 een lifetime achievement award van de Belgische dansorganisatie Buldo.